# Naturwaldreservat Kreuzbuckel
Das Naturschutzgebiet Naturwaldreservat Kreuzbuckel liegt im Spessart auf dem Gebiet des unterfränkischen Landkreis Aschaffenburg.
Das Gebiet erstreckt sich um den Gipfel des 464 m ü. NHN hohen Salzbuckels. Es liegt östlich von Oberbessenbach, einem Ortsteil der Gemeinde Bessenbach, und nordöstlich von Hessenthal, einem Ortsteil der Gemeinde Mespelbrunn auf den Gemarkungen Keilberg und Waldaschaffer Forst. Nordöstlich des Gebietes verläuft die A 3 und fließt die Aschaff, südlich verlaufen die St 2308 und die St 2312.
Das 66,27 ha große Gebiet mit der Nr. NSG-00597.01 wurde im Jahr 2001 unter Naturschutz gestellt.
Das Gebiet wurde als Beispiel für eine natürliche Entwicklung von Naturschützern angeführt. Sie fordern 10 Prozent der Fläche so aus der Nutzung zu nehmen, wie es im Kreuzbuckel geschieht.